# Wożąc panią Daisy
Wożąc panią Daisy (ang. Driving Miss Daisy) – amerykański komediodramat z 1989 roku w reżyserii Bruce’a Beresforda. W głównych rolach wystąpili Morgan Freeman i Jessica Tandy. Zdjęcia kręcono w Atlancie.
Film w 1989 roku został nominowany do Oscarów w dziewięciu kategoriach: najlepszy film, najlepsza aktorka pierwszoplanowa (Jessica Tandy), najlepsza charakteryzacja (Manlio Rocchetti, Lynn Barber, Kevin Haney), najlepszy scenariusz adaptowany (Alfred Uhry), najlepszy aktor pierwszoplanowy (Morgan Freeman), najlepszy aktor drugoplanowy (Dan Aykroyd), najlepsza scenografia (Bruno Rubeo, Crispian Sallis), najlepsze kostiumy (Elizabeth McBride) i najlepszy montaż (Mark Warner). Otrzymał cztery pierwsze z powyżej wymienionych.

## Fabuła
Akcja toczy się w Atlancie krótko po zakończeniu II wojny światowej. Tytułowa pani Daisy (Jessica Tandy) jest starszą żydowską damą, emerytowaną nauczycielką. Ze względu na wiek nie może prowadzić samochodu i z tego względu syn (Dan Aykroyd) zatrudnia dla niej czarnoskórego kierowcę (Morgan Freeman). Pani Daisy nie może się z tym pogodzić i początkowo odnosi się do nowego pracownika z nieufnością oraz dystansem, jednak z biegiem czasu zaczyna się do niego przekonywać.

## Obsada
- Morgan Freeman – Hoke Colburn
- Jessica Tandy – Daisy Werthan
- Dan Aykroyd – Boolie Werthan
- Patti LuPone – Florine Werthan
- Esther Rolle – Idella
- Joann Havrilla – panna McClatchey
- William Hall Jr. – Oscar
- Alvin M. Sugarman – dr Weil

i inni